# Салахов, Эльшан Ровшан оглы
Эльшан Ровшан оглы Салахов (азерб. Elşən Rövşən oğlu Salahov; Пустой шаблон {{ВД-Преамбула}} ) — глава исполнительной власти Хазарского района (с 2019).

## Биография
Родился в 1977 году в пос. Бузовна г. Баку. В 2000 году окончил факультет международных экономических отношений Университета Хазар. В 2005 году окончил магистратуру Азербайджанского государственного экономического университета по специальности «Финансы».
В 2017 году окончил факультет государственного и муниципального управления Академии государственного управления Азербайджана
Работал в Государственном комитете по ценным бумагам Азербайджана.
С 1999 года являлся главным специалистом отдела регулирования брокерско-дилерской деятельности на рынке ценных бумаг Департамента регулирования оборота ценных бумаг Комитета.
С 2003 года являлся главным специалистом, с 2006 по 2009 год начальником отдела лицензирования и контроля лотерейной деятельности Департамента эмиссии и регистрации ценных бумаг Комитета.
С 2009 по 2014 год являлся директором Мардакянского филиала банка «Стандарт».
С 2014 по 2018 год являлся начальником отдела районного хозяйства Аппарата главы исполнительной власти Хазарского района.
С сентября 2018 по 2019 год являлся первым заместителем главы исполнительной власти Хазарского района.
Глава исполнительной власти Хазарского района (с 5 февраля 2019).
Член партии «Новый Азербайджан» (с 2000 года).

## Награды
- Медаль «100-летие Азербайджанской Демократической Республики»